# ÖAF 2 D 50
Der ÖAF 2 D 50 war ein Lastwagentyp für 1,5 bis 2 Tonnen Nutzlast der Österreichischen Automobilfabrik (ÖAF-Austro Fiat).

## Geschichte
Der Nachfolger des in der Zwischenkriegszeit sehr populären „Schnelllasters“ Austro Fiat AFN kam im Jahr 1951 heraus. Er erreichte allerdings nicht die Verbreitung seines beliebten Vorgängers.

## Technik
Als Antrieb diente ein Reihenvierzylinder-Dieselmotor mit 2925 cm³ Hubraum und einer Leistung von 50 PS.

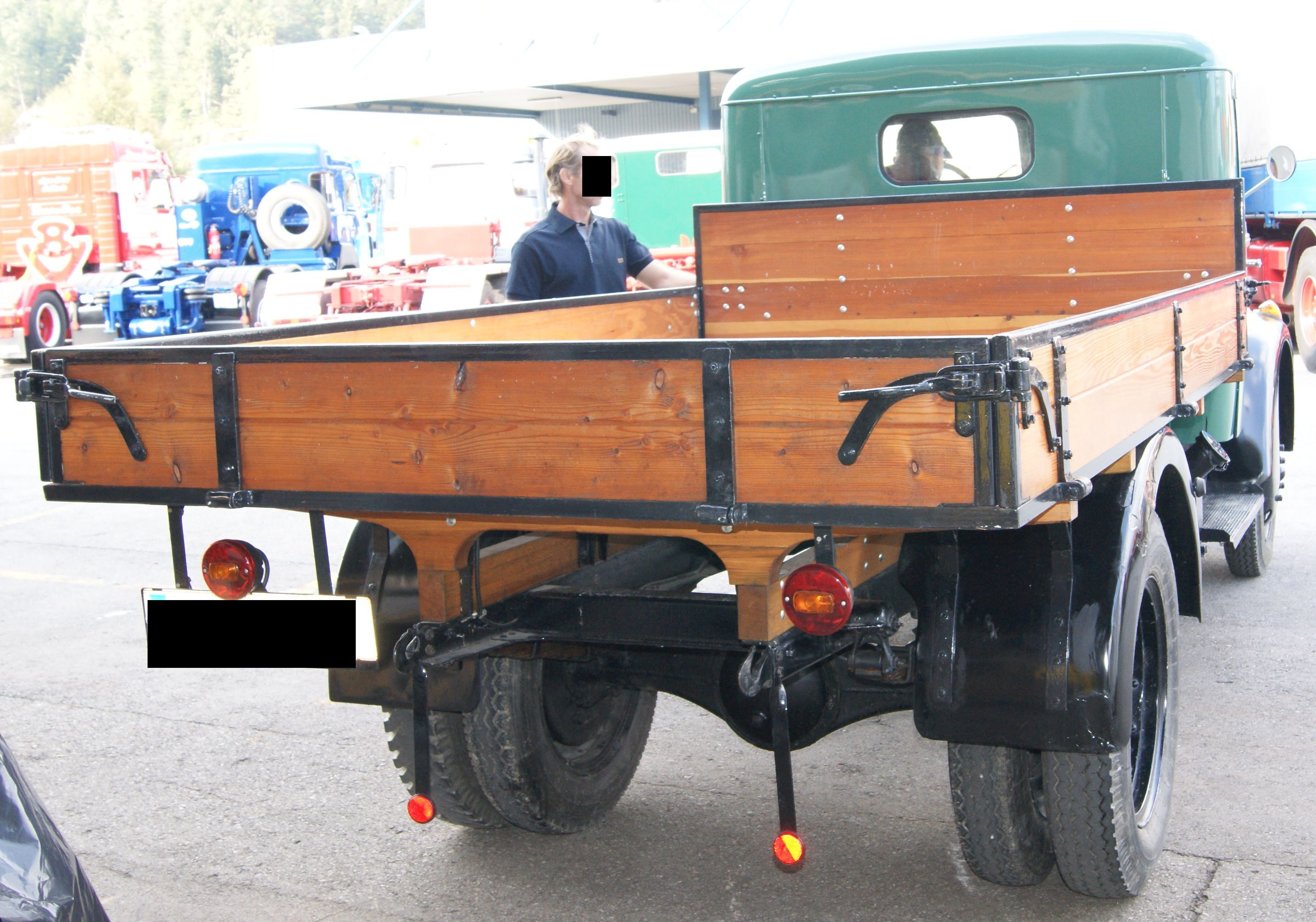
Heckansicht